# Agrypnus hispidulus
Agrypnus hispidulus es una especie de escarabajo del género Agrypnus, tribu Agrypnini, familia Elateridae. Fue descrita científicamente por Candèze en 1857.
Se distribuye por Indonesia (Java) y Birmania (Shan).